# Îles Kei
Pour les articles homonymes, voir Kei.
Les îles Kei, en indonésien Pulau-pulau Kei, aussi appelées îles Evav, 
sont un ensemble d'îles de la mer de Banda situées dans l'Insulinde. Les côtes orientales de l'archipel baignent la mer d'Arafura. 
Elles font partie de la province des Moluques (république d'Indonésie), plus précisément du kabupaten des Moluques du Sud-Est.
Leur superficie terrestre est de 1 438 km2.

## Toponymie
La graphie « Kai » était utilisée pendant la période coloniale des Indes orientales néerlandaises. Elle est parfois encore utilisée de nos jours.

## Situation

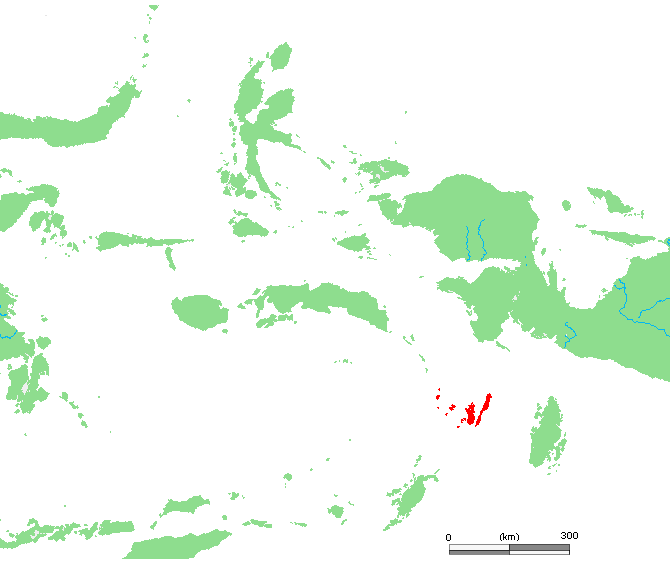
Emplacement des îles Kei

Les îles Kei sont situées dans la partie orientale de l'archipel indonésien, à 150 km au sud-est de l'île de Nouvelle-Guinée.  
En ce qui concerne les Moluques, les îles Kei sont situées à 300 km au sud-est de l'île d'Ambon, où se trouve le chef-lieu de la province, Ambon, tout près de la grande île de Céram ; à  80 km au nord-ouest des îles Aru (Trangan) et à 140 km au nord-est des îles Tanimbar (Yamdena), 

## Géographie
Les îles les plus importantes sont regroupées : Kei Besar (ou Nuhu Yuut), Kei Kecil (ou Nuhu Roa) et Kei Dullah, et entourées de plusieurs petites îles. 
Le chef-lieu du kapubaten, Tual, se trouve sur l'île de Kei Dullah.
À 20 km au nord-ouest, se trouve l'archipel des îles Tayandu, lié administrativement aux îles Kei.

## Population et société
Aux côtés de l'indonésien, langue nationale, la langue indigène, le kei, est toujours utilisé dans l'archipel.

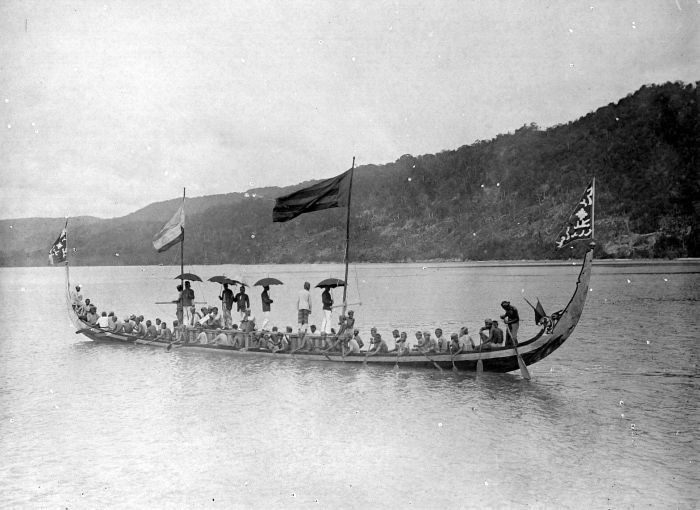
Un prao de l'île de Kei Besar en 1904.